# Teoman Alibegović
Teoman Alibegović, detto Teo (Zenica, 11 gennaio 1967), è un ex cestista, allenatore di pallacanestro e dirigente sportivo sloveno, fino al 1992 jugoslavo.

## Biografia
Nato in Bosnia e cresciuto in Slovenia (entrambe allora parte della Jugoslavia), è il padre di Mirza, Amar e Denis Alibegović e zio materno di Luka Garza, a loro volta cestisti.

## Carriera

### Da giocatore
Dopo esser cresciuto nel vivaio dell'Olimpia Lubiana decide di trasferirsi negli Stati Uniti, entrando all'Oregon State College. Al termine dell'università gioca per sei mesi nella CBA, prima di tornare in Europa.
La carriera in Italia di Alibegović inizia nella Fortitudo Bologna allenata da Lino Bruni: la squadra bolognese doveva giocare la partita decisiva per non retrocedere in serie B1 contro Reggio Emilia, e Alibegović, arrivato pochi giorni prima dello partita, trascinò alla vittoria la squadra con 28 punti. Confermato per la stagione seguente, Alibegović con l'arrivo del pivot americano Dallas Comegys andò a formare una front-line eccezionale, col giocatore sloveno che arrivò a segnare anche 45 punti in una partita.
Poi dal 1993 al 1996 gioca in Germania, all'Alba Berlino anche se la stagione 1995-96 la termina in Turchia, all'Ülker Istanbul dove giocò anche per 6 mesi nell'anno successivo. Finisce poi la stagione 1996-97 a Trieste dove gioca 7 partite a quasi 22 punti di media.
Dopo una parentesi in Spagna fa ritorno a Trieste nel 1998 dove rimane fino a fine stagione quando passa a Udine per tre anni, e anche se ultratrentenne giocò tre stagioni  nella squadra friulana, prima di chiudere la carriera in Grecia allo Ionikos.

### Da allenatore
Nel 2003 diventa l'allenatore della Snaidero Udine dove aveva militato con successo come giocatore centrando un 12º posto il primo anno e riuscendo a salvarsi con due punti di vantaggio sulla penultima il secondo anno.
Nella stagione 2005-06 diventa general manager della Fortitudo che arriva in finale perdendo poi con Treviso.
Nella stagione 2006-07 lo Scafati Basket sceglie lui come successore in panchina di Aza Petrović, e con Alibegović, Scafati disputa una stagione dignitosa, piazzandosi decima. L'anno successivo, dopo appena nove partite viene esonerato, e gli subentra Marco Calvani che comunque non riesce ad evitare la retrocessione in Legadue della compagine campana.

### Dirigente
Dal 20 agosto 2023, è il vice presidente della Fortitudo Bologna.

## Palmarès

### Giocatore

#### Squadra
- Coppa Korać: 1

Alba Berlino: 1994-95

#### Individuale
- Basketball-Bundesliga MVP: 1

Alba Berlino: 1993-94